# 王朔
王朔（1958年8月23日—），男，满族，祖籍辽宁岫岩，曾用名王岩，中国当代著名作家、编剧。

## 成名前
1958年，王朔出生于江苏省南京市，后随父母迁居北京。母亲薛来凤是医生（2009年出版回忆录《一家人》），父亲王天羽是军委训练总监部(后改编为总参军训部)的军官教员。
1976年夏天，王朔从北京四十四中毕业，入伍解放军海军，年底在山东即墨新兵训练。他回忆“吃的最大的苦是在新兵连。”新兵连后被送到青岛部队医院学习卫生员技术，后作为卫生员在海军消磁船工作。1978年海军整编后被分到部队仓库当卫生员，此时王朔的第一篇小说《等待》发表在《解放军文艺》上。
1980年，在解放军文艺社工作了几个月后，王朔从部队復員进入北京医药公司工作。
1983年，王朔从医药公司辞职，尝试经商，但并不太成功。
1984年夏天，王朔认识了即将从北京舞蹈学院毕业后来成为妻子的舞蹈演员沈旭佳。

## 成名
1984年，王朔成名作《空中小姐》发表于《当代》杂志。
1985年，创作灵感来源于王朔与沈旭佳恋爱和感情生活的小说《浮出海面》发表于《当代》杂志。
1986年，王朔陆续发表小说《一半是海水，一半是火焰》、《橡皮人》、《顽主》等作品，逐渐被愈来愈多的人所熟悉，其声望也从北方扩大到整个中国大陆地区。
1987年，王朔与沈旭佳结婚，次年女儿在北京三零一医院出生。
1988年，王朔开始涉足影视行业，米家山执导的《顽主》、夏钢执导的《一半是海水，一半是火焰》，黄建新执导的《轮回》以及叶大鹰执导的《大喘气》这四部电影均由王朔作品改编。这一年，被中国电影界称为“王朔电影年”，用他自己的话说，“横趟了电影界”，这是王朔事业上的第一个高峰。
1989年到1992年，王朔密集出版了《一点儿正经没有》、《玩儿的就是心跳》、《千万别把我当人》、《永失我爱》、《我是你爸爸》、《动物凶猛》、《许爷》、《过把瘾就死》等中长篇小说。这些作品带有强烈的王朔个人风格，打破了中国作家长久以来的写作传统， 被部分文艺批评家称为「痞子文学」。
1990年，由王朔和郑晓龙策划、李晓明编剧、北京电视艺术中心制作的50集电视连续剧《渴望》，创造了中国电视剧有史以来最高的收视率纪录，被称为中国电视剧史上的历史性里程碑。由《渴望》而生的“《渴望》热”及“好人一生平安”等的社会文化现象，是改革开放进入90年代后，全国人民文化生活中一片无法逾越的集体回忆。该剧亦获得官方肯定，获得第六届“飞天奖”、第九届“金鹰奖”长篇电视剧一等奖。
1991年，由王朔作为主要策划与编剧、赵宝刚导演的中国第一部情景电视喜剧—《编辑部的故事》上映，亦造成极大轰动。该剧后来被视为中国大陆情景电视喜剧的开山鼻祖。
1992年，华艺出版社出版四卷一套的《王朔文集》。应王朔的要求，出版社对这套书实行版税付酬制，这是中国文革后第一次实行版税付酬。王朔的要求客观上为之后的作家争得了正当的版权收益，萧乾曾说：“王朔给中国作家松绑了。”
1992年之后，王朔的小说创作开始处于“瘫痪”状态，与此相反，他的名字越来越多地出现在影视作品中。 
1994年，改编自《过把瘾就死》的8集电视剧连续剧《过把瘾》成为当年的热门话题，男女主角王志文和江珊也由此而家喻户晓。同年，姜文把王朔小说《动物凶猛》改编电影《阳光灿烂的日子》。该片的成功使姜文从青年演员蜕变为中国大陆最有天份与国际影响力的导演之一。该片获第51届威尼斯国际电影节沃尔皮杯最佳男演员奖（银狮奖），第33届台湾电影金马奖最佳影片、最佳导演、最佳男主角、最佳摄影奖，新加坡国际电影节最佳男主角奖。
王朔在中国拥有众多读者，1990年代他的小说被大量翻拍成为电视剧、电影，如电视剧 《过把瘾》改编自小说《过把瘾就死》，电影《阳光灿烂的日子》改编自小说《动物凶猛》，电影《看上去很美》改编自同名小说，电影《冤家父子》改编自《我是你爸爸》。还参与和主导了众多有着广泛影响力的著名影视作品的编剧和策划，包括《北京人在纽约》、《编辑部的故事》、《海马歌舞厅》、《我爱我家》、《顽主》、《甲方乙方》、《一声叹息》、《我爱你》、《梦想照进现实》、《非诚勿扰2：不省心》等。
电影《阳光灿烂的日子》参加台湾电影金马奖获最佳剧本改编。美国《时代周刊》在1995年底将其评为“九五年度全世界十大最佳电影”之榜首。
王朔的作品捧红了许多中国最有影响力的演员和导演。使葛优成名的是1988年由王朔的同名小说改编的影片《顽主》，《顽主》让葛优获得了金鸡奖最佳男演员奖的提名。《阳光灿烂的日子》使宁静成为西班牙圣赛巴斯蒂安国际电影节最佳女主角奖得主，夏雨，陶虹，姜文等人家喻户晓。
关于王朔及其作品的争议，自从其1990年代初其成名后至今就一直没有间断过，甚至被稱為“文壇惡評家”，又有部分人称其作品为“痞子文学”，另一方面也有人称王朔是“新京派”的代表人物（相对的传统京派指老舍等人）。1993年，王蒙在《读书》杂志上发表《躲避崇高》一文，确认了王朔在所谓正统文学批评领域所获得的现象及地位（“他和他的伙伴们的’玩文学‘恰恰是对横眉立目、高踞人上的救世文学的一种反动。”“他撕破了一些伪崇高的假面。而且他的语言鲜活上口，绝对地大白话，绝对地没有洋八股党八股与书生气。”）。在公开的文字或场合中，王朔對许多名人有言词激烈的批評，包括齐白石、舒乙、金庸、张艺谋、李敖、于丹、小布什、陈水扁、吴征、余秋雨等。
2000年，小说《看上去很美》出版后，由于父、兄、好友梁左的相继离世，王朔一度沉寂多年，远遁美国。
2007年，王朔携新小说《我的千岁寒》复出。小说版权被倫敦书屋以每字三美金的高价购买， 365万也创下当时中国小说史上的最高版税。王朔此作一改以往幽默风格，以佛经《金刚经》作为灵感素材，创造了全新的写作风格。
2007年3月，王朔接受媒体专访时坦承，他过去（2000年前后）因为心理疾病而吸过毒。在采访中他也坦白自己嫖过娼。他认为那些在社会底层中挣扎的性工作者，“都是最好的人”，“都比那些小知识分子要好，内心要干净得多、善良得多”。另外在3月凤凰网的访谈节目中，他展示了他的美国绿卡。

## 主要作品

### 文学作品
- 《起初·纪年》（2022年）
- 《和我们的女儿谈话》（2008年）
- 《新狂人日记》（2008年）
- 《致女儿书》（2007年）
- 《鸟儿问答》（2007年）
- 《我的千岁寒》（2007年）
- 《看上去很美》（2004年）
- 《无知者无畏》（2000年）
- 《美人赠我蒙汗药》（2000年）
- 《狼狈不堪》（2000年《一声叹息》剧本）
- 《看上去很美》（1999年4月）
- 《懵然无知》（1992）
- 《过把瘾就死》（1992年）
- 《刘慧芳》（1992年）
- 《许爷》（1992年）
- 《你不是一个俗人》（1992年）
- 《动物凶猛》（1991年）
- 《我是你爸爸》（1991年）
- 《谁比谁傻多少》（1991年）
- 《无人喝彩》（1991年）
- 《给我顶住》（1990年）
- 《玩的就是心跳》（1989年）
- 《永失我爱》（1989年）
- 《一点正经没有》（《顽主》续篇，1989年）
- 《痴人》（1988年）
- 《我是狼》（1988年）
- 《枉然不供》（1987年）
- 《顽主》（1987年）
- 《人莫予毒》（1987年）
- 《千万别把我当人》（1986年）
- 《橡皮人》（1986年）
- 《一半是火焰，一半是海水》（1986年）
- 《浮出海面》（1985年）
- 《空中小姐》（1984年）
- 《等待》（1978年）

### 导演作品
- 《我是你爸爸》（1991年）

### 编剧作品
- 《轮回》（1988年）
- 《大喘气》（1988年）
- 《顽主》（1989年）
- 《一半是海水，一半是火焰》（1989年）
- 《我是你爸爸》（1991年）
- 《编辑部的故事》（1991年）
- 《青春无悔》（1991年）
- 《神秘夫妻》（1991年）
- 《爱你没商量》（1992年）
- 《阳光灿烂的日子》（1993年）
- 《海马歌舞厅》（1993年）
- 《无人喝彩》（1993年）
- 《过把瘾》（1994年）
- 《一声叹息》（2000年）
- 《爱得太辛苦》（2001年）
- 《我爱你》（2003年）
- 《梦想照进现实》（2006年）
- 《一半海水，一半火焰》（2008年）
- 《非誠勿扰2》（2010年）
- 《私人定制》（2013年）
- 《不老奇事》（2020年）

### 策划作品
- 《渴望》（1990年）

## 延伸閱讀
- 王朔在豆瓣上的资料（简体中文）
- 《我是王朔》，王朔 等著。国际文化出版公司，1992年6月第1版。ISBN 7-80049-882-4
- 《躲避崇高》，王蒙。《读书》杂志，1993年一月号
- 本杰明L.李卜曼：〈权威与王朔小说的话语（页面存档备份，存于）〉。
- 郑以然：〈从王朔小说看“大院北京”——现实与文本中的文化空间（页面存档备份，存于）〉。